# Стэнли, Марианна
Марианна Крофорд Стэнли (англ. Marianne Crawford Stanley; род. 29 апреля 1954, Йидон, Пенсильвания) — американский баскетбольный тренер, работающая с женскими командами. Трёхкратная чемпионка Ассоциации межвузовского женского спорта и NCAA с командой Университета Олд Доминион (1979, 1980, 1985), тренер года женской НБА с клубом «Вашингтон Мистикс» (2002), член Зала славы женского баскетбола (2002) и Зала славы баскетбола (2022).

## Биография
Родилась в 1954 году в Йидоне, росла в Дрексел-Хилле (Пенсильвания), где с детства играла в баскетбол с соседскими мальчиками. В школе с первого класса играла в командах девочек. Окончив среднюю школу имени архиепископа Прендергаста, поступила в Уэст-Честерский государственный колледж, откуда затем перевелась в Университет Иммакулата, в то время бывший одним из центров женского студенческого баскетбола в США. Все четыре года учёбы в университете играла в стартовой пятёрке его сборной на позиции разыгрывающего защитника и четырежды подряд участвовала в финальной игре национального чемпионата Ассоциации межвузовского женского спорта (AIAW). В 1973 и 1974 годах становилась с командой чемпионкой AIAW, а в следующие два года включалась в символическую сборную США (англ. All American).
В 1976 году окончила университет со степенью бакалавра социологии. По окончании учёбы, в возрасте 22 лет, заняла позицию помощника главного тренера женской команды Университета Олд Доминион в Норфолке (Виргиния). На следующий год была назначена главным тренером команды и в первые три года на этом посту дважды выигрывала с ней чемпионат AIAW, в 24 года став самым молодым тренером — обладателем чемпионского титула. Как тренер работала с такими игроками, как Энн Донован, Медина Диксон и Нэнси Либерман. Завершила сотрудничество с Университетом Олд Доминион в 1987 году, за два года до этого завоевав с его командой третье чемпионское звание (уже в NCAA) и одержав в общей сложности 269 побед при 59 поражениях. В сезоне 1978—1979 подопечные Стэнли выиграли 35 матчей из 36, на следующий год — 37 из 38. В третий чемпионский сезон «Леди Монархс» установили в полуфинале национального плей-офф рекорд NCAA по количеству подборов за игру (57) и повторили его в финальной игре.
После двух лет в Пенсильванском университете в 1989 году возглавила женскую команду Университета Южной Калифорнии. Первый год с «троянками» завершила с балансом побед и поражений 8-19, но в следующие три года трижды выводила команду в плей-офф национального первенства. В дальнейшем тренировала команды Стэнфордского (1995—1996) и Калифорнийского университетов (1996—2000). В общей сложности за время работы с вузовскими командами одержала 415 побед при 224 поражениях, четырежды признана тренером года в своих конференциях и дважды — на национальном уровне.
В 1985 году была главным тренером молодёжной сборной США на чемпионате мира. В дальнейшем входила в тренерский штаб национальной женской сборной, которая в 1986 году выиграла чемпионат мира и баскетбольный турнир Игр доброй воли, а в 1991 году завоевала бронзовые медали Панамериканских игр.
В 2000 году перешла в женскую НБА, где стала помощником главного тренера «Лос-Анджелес Спаркс» Майкла Купера. Вместе они вывели «Спаркс» в плей-офф. На следующий год заняла пост помощника главного тренера «Вашингтон Мистикс» и в апреле 2002 года была назначена новым главным тренером этого клуба. Назначение состоялось менее чем за месяц до включения имени Стэнли в списки Зала славы женского баскетбола. Стэнли, принявшая «Мистикс» после того, как в 2001 году команда выиграла только 10 матчей из 32 (худший показатель в лиге), в свой первый сезон в ранге главного тренера улучшила баланс побед и поражений до 17-15 и вывела своих подопечных в плей-офф. По итогам сезона она была признана тренером года в ЖНБА. «Вашингтон» завершили сезон в финале Восточной конференции.
В начале 2003 года Стэнли подписала двухгодичный контракт с «Мистикс», гарантировавший ей зарплату в размере 190 тысяч долларов в год. Однако после неудачного сезона 2003 клуб расстался с главным тренером. Стэнли осталась в ЖНБА как помощник главного тренера «Нью-Йорк Либерти», после этого снова вернувшись на аналогичную должность в «Спаркс» и «Мистикс». С вашингтонской командой она работала на протяжении десяти лет подряд, с 2010 по 2019 год, и в последний сезон в составе тренерского штаба Майка Тибо выиграла с «Мистикс» чемпионат ЖНБА. В ноябре 2019 года назначена главным тренером ещё одного клуба женской НБА «Индиана Фивер», но на этом посту успехов не добилась: за первые два года под руководством Стэнли «Индиана» выиграла только 12 матчей и после того, как сезон 2022 года начался с семью поражениями в девяти играх, была уволена. Увольнение состоялось всего через два месяца после включения имени Стэнли в списки Зала славы баскетбола.
У Марианны Стэнли единственная дочь Мишель.